# Peter von Cornelius
Peter von Cornelius (Düsseldorf, 23 settembre 1783 – Berlino, 6 marzo 1867) è stato un pittore tedesco.

## Biografia
Figlio di un ispettore della galleria di Düsseldorf, sin da giovane evidenziò una passione per il disegno copiando incisioni di Marco Antonio. Frequentò con poco successo l'accademia di Düsseldorf nel 1795 a causa di dissidi con gli insegnanti, così come risultò sfortunata la sua partecipazione al concorso 'Amici dell'arte di Weimar' (Weimarer Preisaufgaben) negli anni 1803-1805.
Il suo primo lavoro degno di nota furono gli affreschi in San Quirino a Neuss risalenti al 1807, influenzati da evidenti simpatie raffaellesche. Due anni dopo operò in una stanza nella villa Schmidt a Francoforte sul Meno, impreziosendola con dodici disegni raffiguranti il Faust, incentrati soprattutto sul personaggio di Margherita.
Realizzò disegni per l'opera Canto dei Nibelunghi (1812-1817), oltre che dipinti a tematica religiosa.
Il 14 ottobre 1811, arrivò a Roma, dove si avvicinò ai Nazareni, destinati a fondare una scuola di arte germanica. Assieme al movimento, partecipò ai lavori per la casa Bartholdy romana, dove contribuì con due Storie di Giuseppe, e ad una serie di affreschi con tematiche dantesche, tassesche, ariostesche presso Villa Massimo.
Nel 1819 si trasferì a Monaco al servizio di Ludovico di Baviera e nel giro di un decennio affrescò tre sale alla Glyptothek con soggetti omerici. Nel biennio 1824-1825, assunse anche il ruolo di direttore della Accademia di belle arti.
Dal 1829 al 1838 lavorò per la chiesa di San Luigi.
Agli inizi degli anni quaranta abbandonò Monaco per soggiornare a Berlino, dove eseguì un ciclo di cartoni, dall'Apocalisse alla decorazione del Camposanto dei re di Prussia.
Come artista Peter von Cornelius si distinse non solamente come pittore, ma anche come teorico e riformatore.
Stilisticamente fu influenzato da Schlegel, e apprezzò l'utilizzo di forme allegoriche, perseguendo una saldatura tra il classicismo greco e il cristianesimo; si dimostrò eclettico nelle sue ispirazioni, intellettuale e teatrale, e di notevole grandezza concettuale.

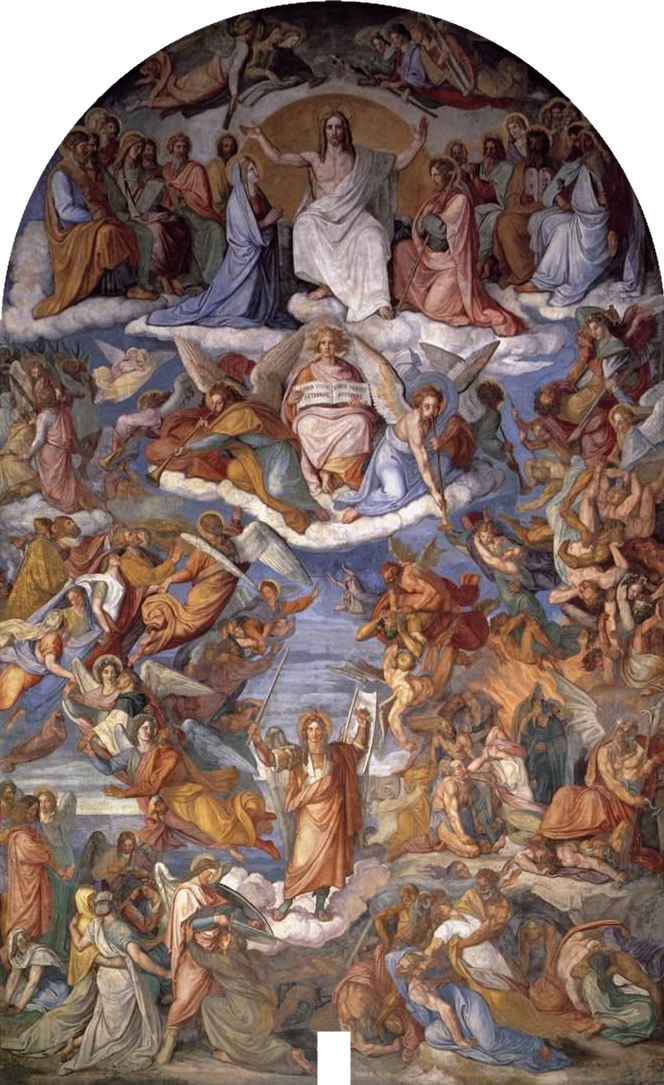
Giudizio Universale, 1836-59, Ludwigskirche, Monaco di Baviera
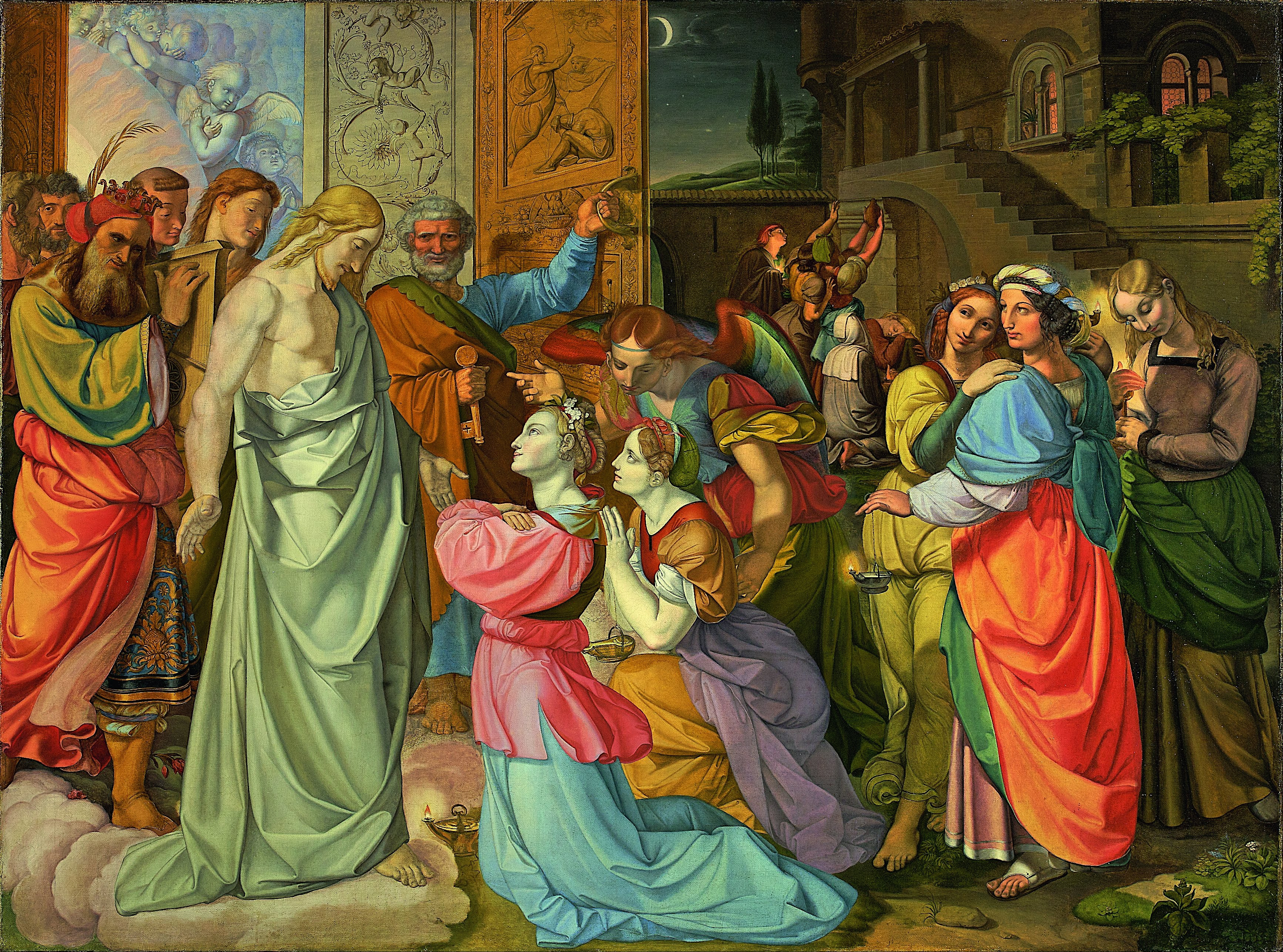
Parabola delle dieci vergini, 1813-16, Museum Kunstpalast, Düsseldorf
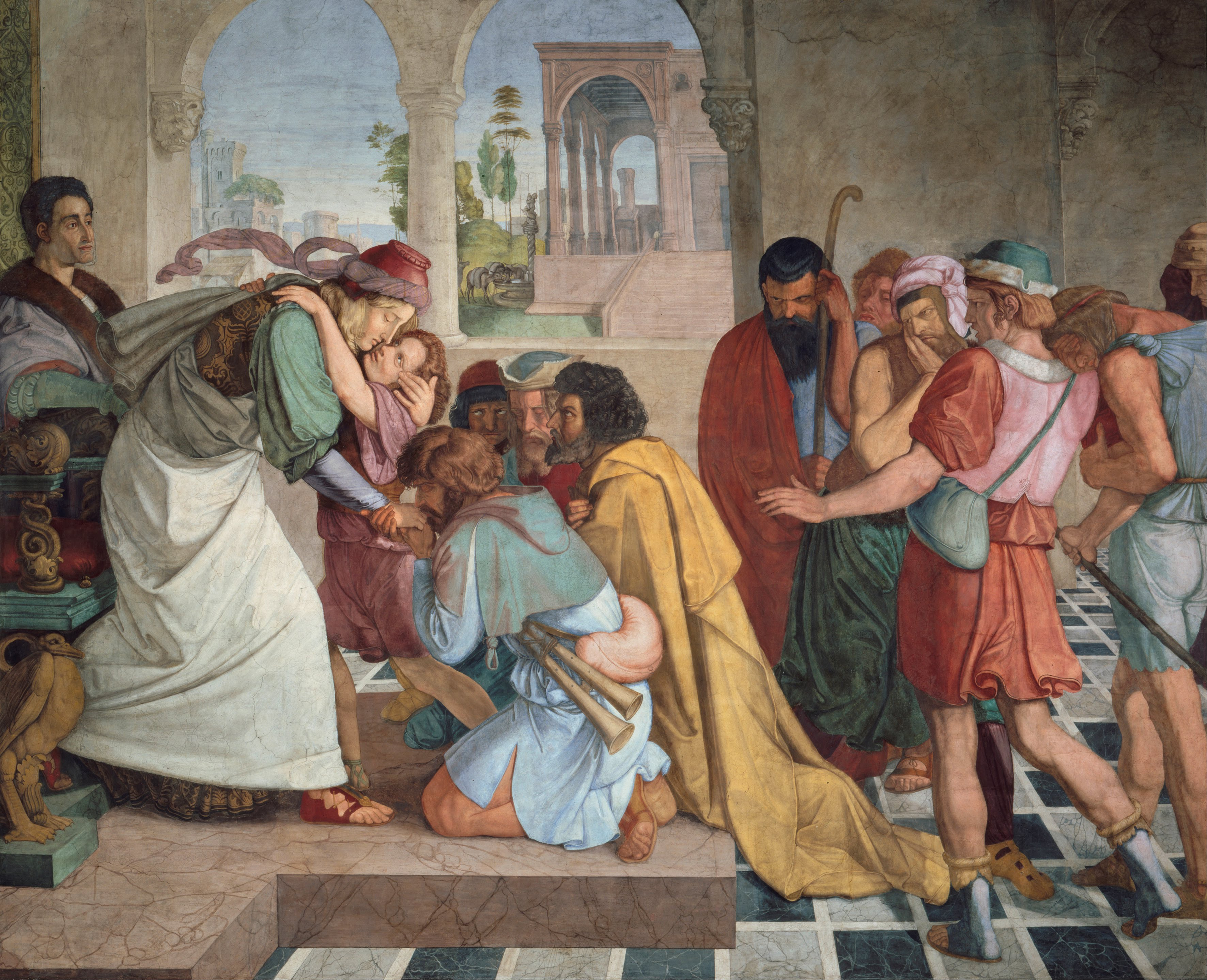
Giuseppe si rivela ai fratelli, 1816 o 1817, Alte Nationalgalerie, Berlino
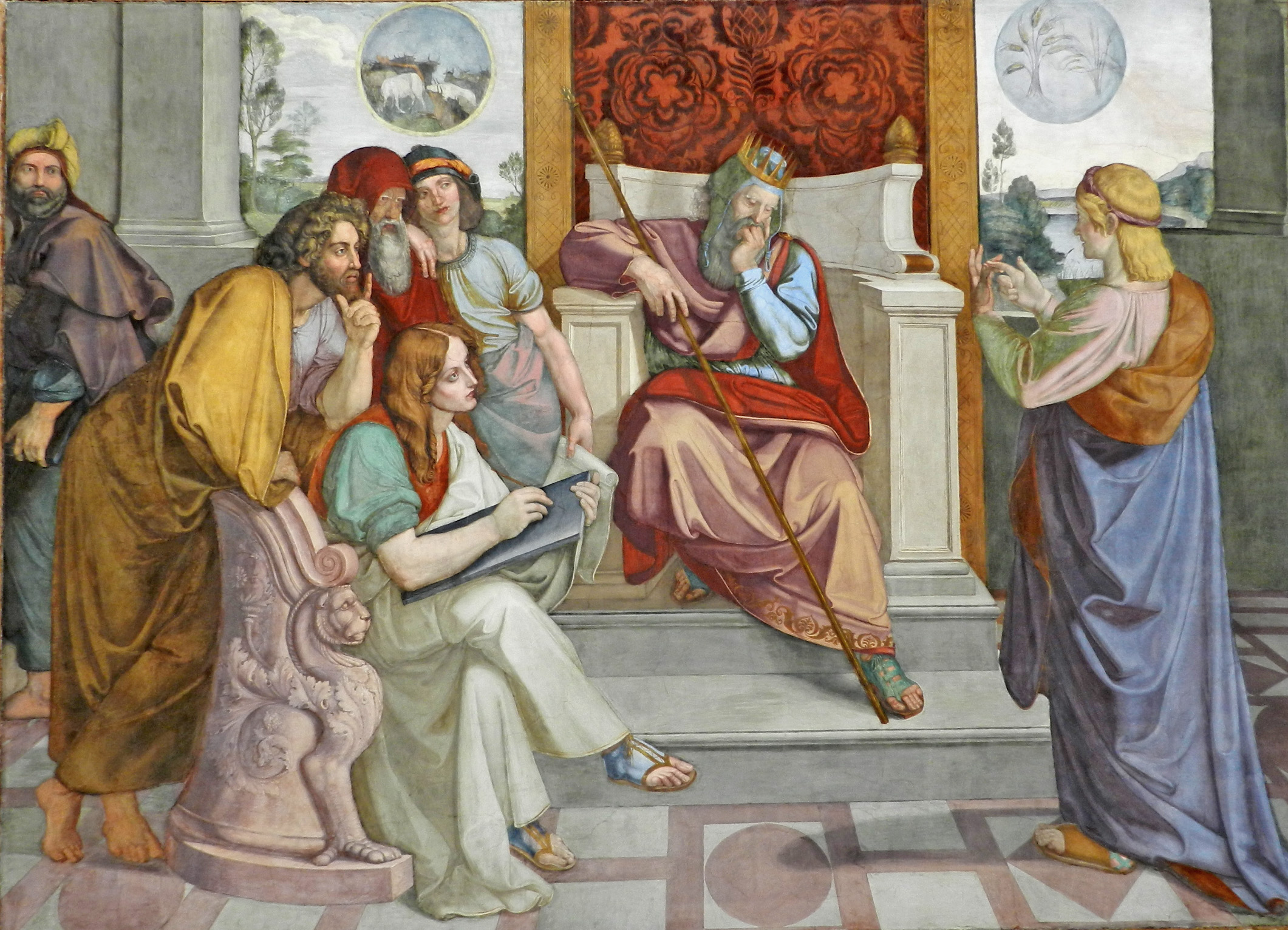
Giuseppe interpreta i sogni del Faraone, Alte Nationalgalerie, Berlino